# Erik Wijmeersch

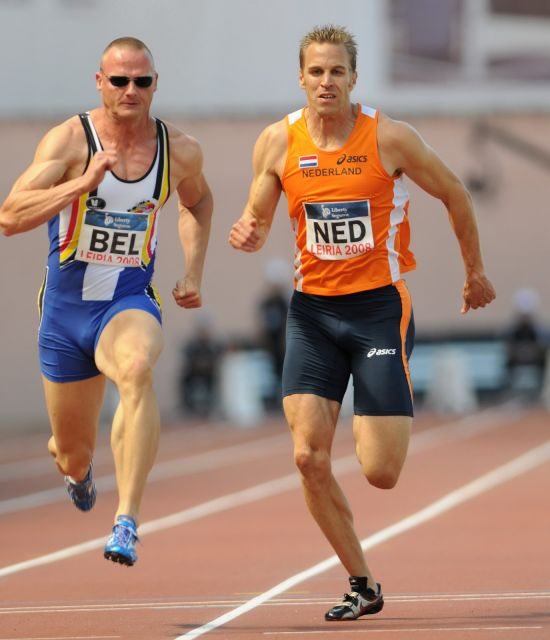
Erik Wijmeersch (links) beim Europacup 2008

Erik Wijmeersch (* 23. Januar 1970 in Sint-Niklaas) ist ein ehemaliger belgischer Sprinter.

## Laufbahn
Bei den Weltmeisterschaften 1995 in Göteborg schied er über 200 Meter im Vorlauf aus. 1996 siegte er bei den Halleneuropameisterschaften in Stockholm über 200 Meter. Bei den Olympischen Spielen 1996 in Atlanta und bei den Weltmeisterschaften 1997 in Athen erreichte er jeweils das Viertelfinale über 100 und 200 Meter.
1998 wurde er bei den Europameisterschaften in Budapest über 200 Meter im Halbfinale disqualifiziert. Bei den Weltmeisterschaften 1999 in Sevilla scheiterte er sowohl über 100 wie auch über 200 Meter in der ersten Runde. Auch bei den Weltmeisterschaften 2001 in Edmonton kam er über 200 Meter nicht über den Vorlauf hinaus. 2006 kam er bei den Europameisterschaften in Göteborg über 100 Meter ins Halbfinale.
Insgesamt wurde er viermal belgischer Meister über 100 Meter (1996, 1998, 2002, 2008) und fünfmal über 200 Meter (1995, 1997–1999, 2001). In der Halle holte er viermal den nationalen Titel über 60 Meter (1998, 1999, 2001, 2005) und sechsmal über 200 Meter (1992, 1993, 1996, 1997, 2000, 2001).
Erik Wijmeersch ist 1,86 Meter groß und wiegt 80 kg. Er startete zuletzt für den AC Waasland und wurde bis 2005 von Patrick Himschoot trainiert.

## Doping
In seiner Biografie bekannte er 2008, zwischen 1998 und 2001 verschiedene Dopingmittel verwendet zu haben. Der zuständige Disziplinarausschuss lehnte 2009 den Antrag ab, eine Sperre gegen ihn zu verhängen, und verwies auf den langen Zeitraum, der seitdem verstrichen sei.

## Persönliche Bestzeiten
- 60 m (Halle): 6,69 s, 6. Februar 2005, Gent
- 100 m: 10,17 s, 28. Juni 1997, Lede-Oordegem
- 200 m: 20,42 s, 9. Juni 1996, Tallinn
  - Halle: 20,66 s, 12. Februar 1997, Gent

## Veröffentlichungen
- De puntjes op de ij. Over records, vrouwen en doping. Van Halewyck, Leuven 2008, ISBN 978-90-5617-879-6